# Vrbátky
Vrbátky är en ort i Tjeckien.   Den ligger i regionen Olomouc, i den östra delen av landet, 210 km öster om huvudstaden Prag. Vrbátky ligger 211 meter över havet och antalet invånare är 1 562.
Terrängen runt Vrbátky är platt.Runt Vrbátky är det ganska tätbefolkat, med 93 invånare per kvadratkilometer. Närmaste större samhälle är Prostějov, 7,5 km sydväst om Vrbátky. Trakten runt Vrbátky består till största delen av jordbruksmark.